# MAV V43
Электровоз MAV V43 — венгерский электровоз переменного тока, производившийся с 1963 по 1982 год на заводе Ganz (Будапешт).
Прототип этого электровоза был разработан в начале 1960-х консорциумом фирм из ФРГ, куда входили Siemens, ThyssenKrupp и семь более мелких фирм. Первые семь электровозов, получивших серийные номера 4384-4390, были собраны в Германии, а все последующие - в Венгрии по лицензии.
Электровоз имеет две кабины машиниста. Кузов опирается на две двухосные тележки. На буферном брусе установлены буфера и винтовая упряжь. Минимальный радиус проходимых кривых — 100 метров.
14 электровозов были поставлены компании GySEV.
Всего было выпущено 379 электровозов, они заменили на Magyar Államvasutak Zrt. электровоз MÁV V40, эксплуатировавшийся с 1932 года, а также паровозы серии MÁV 424 на электрифицировавшихся линиях.
Несколько электровозов были выпущены для эксплуатации на линии Будапешт — Хедьешхалом, электрифицированной на напряжении 16 кВ.